# Cithaerias esmeralda
Cithaerias esmeralda är en fjärilsart som beskrevs av Doubleday 1845. Cithaerias esmeralda ingår i släktet Cithaerias och familjen praktfjärilar. Inga underarter finns listade i Catalogue of Life.